# Radziszewo (powiat gryfiński)
Radziszewo (do 1945 niem. Retzowsfelde) – wieś w Polsce położona w województwie zachodniopomorskim, w powiecie gryfińskim, w gminie Gryfino, nad Regaiicą.

## Historia
W 1751 poprzez zasiedlenie ziem osadnikami i zagospodarowanie terenów nadodrzańskich powstała wieś Retzowsfelde. Pierwszym właścicielem ziem był Friedrich Sydow, który przywilej zasiedlenia tych ziem otrzymał od króla Fryderyka II. Jednak kłopoty finansowe zmusiły Sydowa do sprzedaży otrzymanych ziem. W 1753 Sydow sprzedał je za 12.000 talarów podpułkownikowi baronowi Carlowi Christophowi Goltz. Osada otrzymała nazwę Retzowsfelde po programie osuszania bagien nadodrzańskich przeprowadzonym przez pułkownika Wolfa Friedricha von Retzow. Właściwy rozwój nastąpił po 1830, kiedy to na gruntach Radziszewa osiedliło się 60 kolonistów. W latach 1860–1870 oprócz zabudowań wchodzących w skład majątku należącego do Ernsta Gottlieba Ratt i jego syna, było tu 116 budynków mieszkalnych, 5 rzemieślniczych, oraz 77 gospodarstw rolnych. Wielu mieszkańców zajmowało się uprawą warzyw, sadownictwem oraz rzemiosłem, głównie stolarką i kołodziejstwem. Sam majątek zajmował pierwotnie powierzchnię ponad 700 ha i posiadał 5 budynków mieszkalnych. Retzowsfelde kilkukrotnie zmieniało gospodarza, ostatnim był Zelter, właściciel wsi Drzenin, który kupił Retzowsfelde w 1867 od wdowy po poprzednim właścicielu Erneście Gottliebie Ratt. W 1922 ziemiańskie grunty zostały wydzierżawione rolnikom z wioski. Dwór ziemiański stał na zachodniej stronie wiejskiej ulicy, gdzie droga odgałęzia się na wschód od kościoła. Po latach względnej stabilizacji następnym okresem świetności Radziszewa były lata przedwojenne kiedy budowano autostradę tzw. Berlinkę.

## Opis

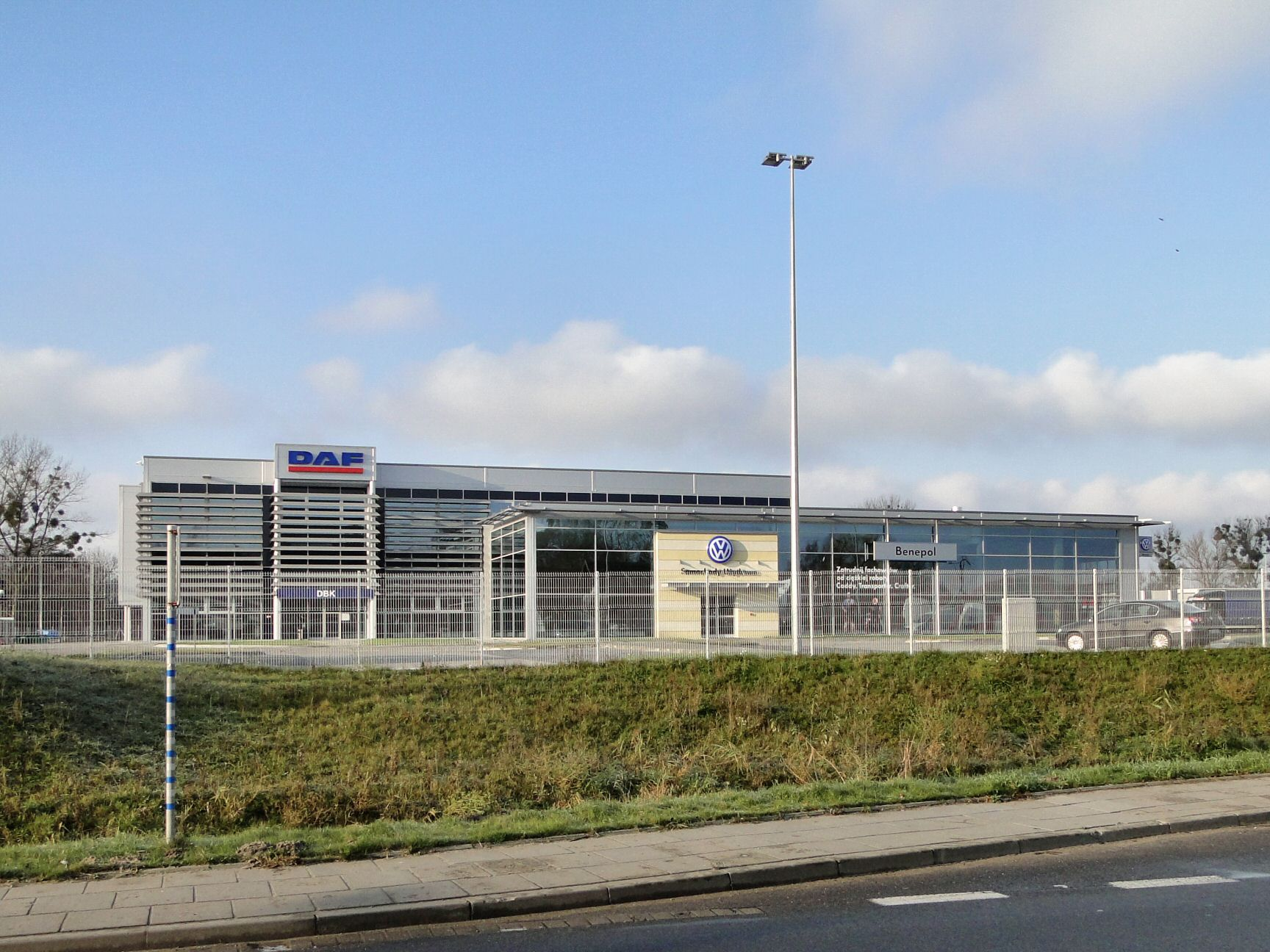
Bliskość Szczecina sprawia, iż Radziszewo jest atrakcyjnym miejscem dla nowych inwestycji

W latach 1945–54 siedziba gminy Radziszewo. W latach 1975–1998 miejscowość administracyjnie należała do województwa szczecińskiego.
Radziszewo od północy graniczy ze Szczecinem, od południa - z Daleszewem. Przez wieś prowadzi droga krajowa nr 31 łącząca Szczecin ze Słubicami i trasa kolejowa Szczecin - Kostrzyn nad Odrą. W roku 1945 znajdował się tu punkt obserwacyjny dowódcy 65 Armii Radzieckiej gen. płk. Pawła Batowa.
Współcześnie we wsi działa Ochotnicza Straż Pożarna, Szkoła Podstawowa imienia Małych Zesłańców Sybiru, klub sportowy Odrzanka Radziszewo. Wieś komunikacyjnie połączona jest autobusami PKS relacji Szczecin – Gryfino.
Radziszewo to wieś ulicowa, położona przy historycznym trakcie komunikacyjnym; posiada bardzo starą metrykę, z zapisów wiadomo iż była to miejscowość ogrodnicza. Archeolodzy znaleźli tu groby popielnicowe.
We wsi znajduje się kościół pw. Matki Bożej Królowej Polski.

## Zobacz też

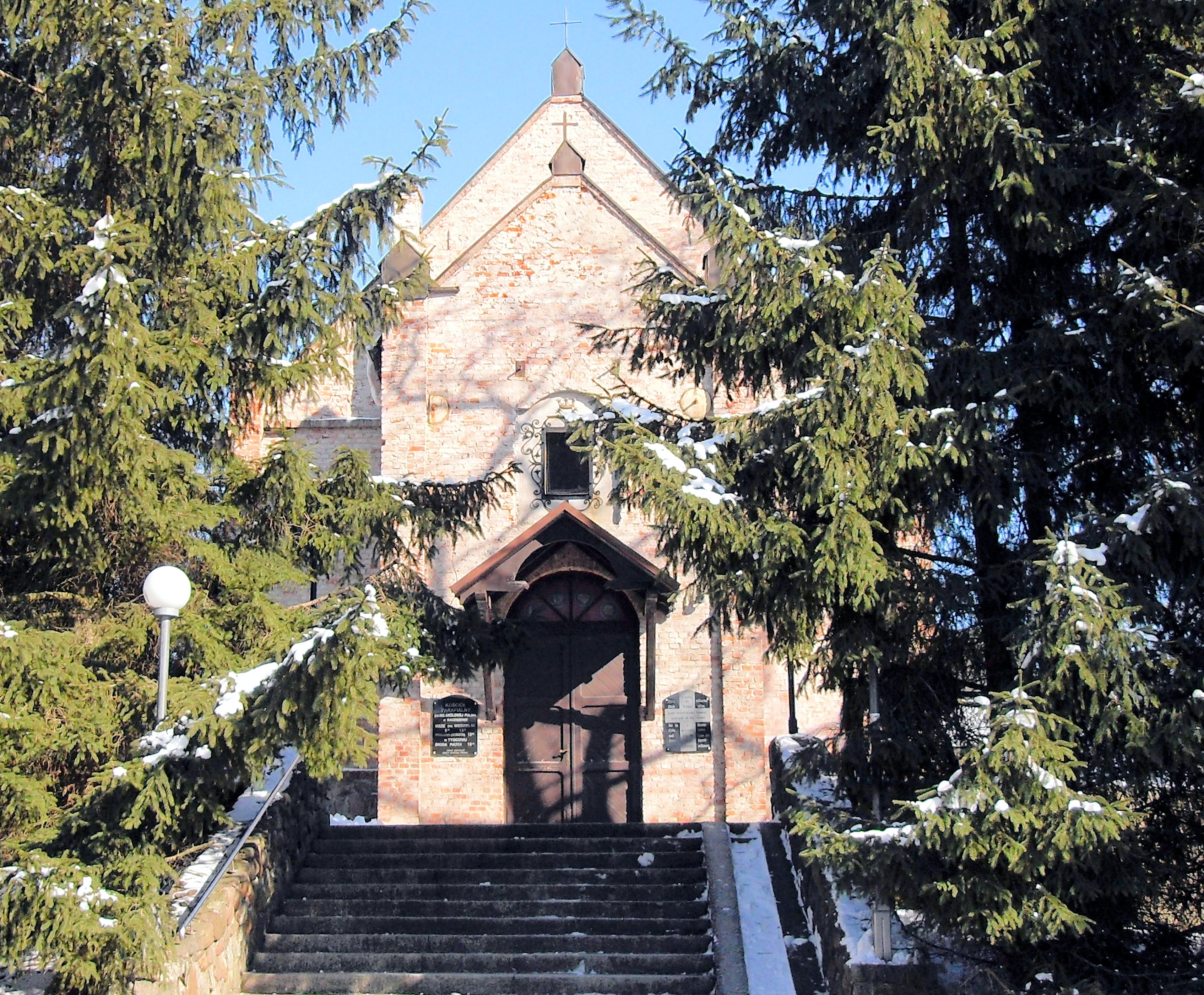
Kościół w Radziszewie